# Общество друзей Канта и Кёнигсберга
«Общество друзей Канта и Кёнигсберга» (нем. «Freunde Kants und Koenigsbergs») — некоммерческое объединение почитателей Иммануила Канта. Организовано в 2011 году и продолжает традиции «Общества друзей Канта» (1805).

## История
Происходит напрямую от кружка прижизненных друзей философа Иммануила Канта — тех, кого философ ежегодно приглашал в свой дом на празднование своего дня рождения 22 апреля. В 1803 году компания встретилась в последний раз. Двенадцатого февраля 1804 года Кант скончался, не дожив до своего очередного дня рождения. В 1805 году доктор Уильям Мотерби, сын личного друга Канта Роберта Мотерби, сам также лично знавший философа, собрал всех участников именинной трапезы 1803 года на «праздник воспоминаний» 22 апреля 1805 года. Встреча состоялась в последнем прижизненном доме Иммануила Канта, который после его смерти перешёл во владение трактирщика.
До 1944 года он проводился в Кёнигсберге. После Второй мировой войны был перенесён в Геттинген, в 1976 году — в Майнц. В 2008 году празднование вернулось в Кёнигсберг — Калининград, где с тех пор оно проводится ежегодно.